# Ignacio Ruiz
Pour les articles homonymes, voir Ruiz.

a Compétitions nationales et continentales officielles uniquement.

b Matchs officiels uniquement.
Dernière mise à jour le 12 janvier 2024.
Ignacio Ruiz, né le 3 janvier 2001 à Buenos Aires (Argentine), est un joueur de rugby à XV international argentin. Il joue principalement au poste de talonneur.
Il est le frère cadet du troisième ligne Santiago Ruiz, lui aussi international argentin.

## Carrière

### En club
Ignacio Ruiz est formé avec le club de Regatas de Bella Vista, dans la banlieue de sa ville natale de Buenos Aires. Son frère aîné Santiago est également passé par ce club. Ignacio Ruiz représente également la sélection régionale de la province de Buenos Aires dans la catégorie des moins de 18 ans.
En 2019, il fait ses débuts avec l'équipe senior de Bella Vista dans le Tournoi de l'URBA à l'âge de 18 ans. Il joue quatre matchs lors de sa première saison.
Au début de l'année 2021, il rejoint la franchise des Jaguares pour disputer la nouvelle saison de Súperliga Americana. Il manque la première partie de la saison, après avoir été testé positif au Covid-19. Il joue finalement son premier match professionnel le 11 avril 2021 contre les Brésiliens de Cobras. Il est remplaçant lors de la finale de la compétition, que son équipe remporte face à Peñarol, après avoir terminé invaincu lors de la saison,. Il joue un total de sept rencontres lors la saison, dont deux comme titulaire, et inscrit trois essais.
Toujours présent dans l'effectif lors de la saison 2022, il augmente son temps de jeu, et se voit titularisé sept fois sur les neuf matchs qu'il dispute,. Son équipe ne parvient néanmoins pas à défendre son titre, après une défaite face aux Chiliens de Selknam.
En novembre 2022, il s'engage avec le club anglais des London Irish, évoluant en Premiership,. Il joue son premier match le 17 décembre 2022 contre les Stormers dans le cadre de la Champions Cup,. Avec sa nouvelle équipe, Ignacio Ruiz n'est que peu utilisé, en raison d'une concurrence importante à son poste, avec notamment son compatriote Agustín Creevy. Il obtient ses uniques titularisations en Premiership Cup, où il participe à la demi-finale, puis à la finale de la compétition. Lors de la finale, que son équipe perd face à Exeter, il inscrit un doublé. À la fin de sa première saison, son équipe est suspendue de toutes compétitions pour insolvabilité financière, et il se retrouve alors sans club.
Le 6 septembre 2023, il est annoncé qu'il signe pour le club français de l'USA Perpignan pour une durée de deux saisons. 

### En équipe nationale
En 2019, Ignacio Ruiz est sélectionné avec l'équipe d'Argentine des moins de 18 ans, entraînée par Lucas Borges, et affronte la sélection scolaire sud-africaine,.
En 2019, il est sélectionné avec l'équipe d'Argentine de rugby à XV des moins de 20 ans pour rejoindre le championnat du monde junior en cours de compétition, à la suite d'une blessure dans l'effectif. Il ne joue néanmoins aucune rencontre.
En 2020, il est retenu dans le groupe des Pumitas pour préparer le championnat du monde junior 2020 en Italie, mais celui-ci est finalement annulé à cause de la pandémie de Covid-19.
Plus tard la même année, il est appelé à s'entraîner avec l'équipe d'Argentine senior pour leur premier rassemblement après le confinement. Par la suite il est sélectionné avec l'équipe réserve argentine, Argentine XV, pour disputer le Sudamericano Cuatro Naciones. Ruiz dispute les trois matchs de son équipe, et inscrit cinq essais, terminant ainsi meilleur marqueur de la compétition, qui est remportée par sa sélection,. Ses bonnes performances lui permettent d'être inclus dans le XV de type de la compétition pour le site Americas Rugby News.
En 2021, il est toujours éligible pour jouer avec les moins 20 ans, et dispute les U20 International Series en Afrique du Sud avec la sélection junior argentine.
Plus tard la même année, il joue à nouveau avec Argentine XV, disputant l'Americas Pacific Challenge (APC). Il joue une seule rencontre lors de la compétition, face au Paraguay, et inscrit un quadruplé à l'occasion de la très large victoire de son équipe (146 à 7).
Dans la foulée de l'APC, Ignacio Ruiz est promu avec l'équipe d'Argentine pour disputer la tournée d'automne en Europe, mais ne dispute aucun match.
En juin 2022, il est à nouveau sélectionné avec l'équipe d'Argentine pour préparer la série de test-matchs face à l'Écosse,. Il obtient sa première sélection lors du troisième match de la série, le 16 juillet 2022 à Santiago del Estero,. Il est ensuite retenu pour disputer le Rugby Championship 2022, mais n'est pas utilisé lors de la compétition. Il joue par la suite trois rencontres de la tournée d'automne en Europe, à chaque fois comme remplaçant de Julián Montoya, et inscrit son premier essai face à l'Écosse lors du dernier test-match.
En 2023, il est retenu pour participer au Rugby Championship et pour préparer la Coupe du monde. Il fait ses premiers pas dans le Rugby Championship le 29 juillet 2023 face à l'Afrique du Sud. Le 8 août 2023, il est annoncé au sein du groupe final de 33 joueurs retenu pour disputer le mondial en France. Il joue qu'une rencontre lors de la compétition, face au Chili, devancé dans la concurrence pour le poste de talonneur par Montoya et Creevy.

## Palmarès

### En club
- Vainqueur de la Súperliga Americana en 2021 avec les Jaguares XV.
- Finaliste de la Premiership Cup en 2023 avec les London Irish.

## Statistiques en équipe nationale
Au 12 janvier 2024, Ignacio Ruiz compte 7 capes en équipe d'Argentine, dont aucune en tant que titulaire, depuis le 16 juillet 2022 contre l'équipe d'Écosse à Santiago del Estero.
Il participe à une édition du Rugby Championship, en 2023. Il dispute une rencontre dans cette compétition.